# 440碼短跑
440碼短跑或¼哩的比賽是田徑比賽的短跑比賽。在許多國家，運動員在440碼短跑（402.336米）比賽 - 相當於¼哩。許多運動賽道每圈440碼，在19世紀它被認為是一場中距離比賽。440碼比賽距離採用英制測量，而非公制。現在以公制測量之400米賽事已取代了440碼賽事並廣泛進行。

## 世界紀錄
- 男子  美国: 44.5秒 約翰·史密斯(John Smith),  尤金 1971年1月26日[1]。
- 女子  澳洲: 56.3秒 南希·波爾(Nancy Boyle),   雪梨 1957年2月24日。